# Libysche Futsalnationalmannschaft
Die libysche Futsalnationalmannschaft ist eine repräsentative Auswahl libyscher Futsalspieler. Die Mannschaft vertritt den Libyschen Fußballverband bei internationalen Begegnungen. Das Team war 2008 Afrikameister und nahm im gleichen Jahr erstmals an einer WM-Endrunde teil.

## Abschneiden bei Turnieren
Libyens größter Erfolg war der Gewinn der Afrikameisterschaft 2008 im eigenen Land. Im Finale besiegte man den bisherigen Serienmeister Ägypten mit 4:3 nach Verlängerung und qualifizierte sich gleichzeitig für Weltmeisterschaft 2008 in Brasilien. Bereits ein Jahr zuvor gewann man die arabische Futsalmeisterschaft, auch dabei setzte man sich im letzten und entscheidenden Spiel gegen Ägypten durch. Bei der WM 2008 errang man trotz guter Leistungen nur einen Punkt aus vier Spielen und schied nach der Vorrunde aus.

### Futsal-Weltmeisterschaft
- 1989 – nicht eingeladen
- 1992 – nicht eingeladen
- 1996 – nicht teilgenommen
- 2000 – nicht qualifiziert
- 2004 – nicht teilgenommen
- 2008 – Vorrunde
- 2012 – Vorrunde
- 2016 – nicht qualifiziert
- 2021 – nicht qualifiziert
- 2024 – qualifiziert

### Futsal-Afrikameisterschaft
- 1996 – nicht teilgenommen
- 2000 – 3. Platz
- 2004 – nicht teilgenommen
- 2008 – Afrikameister
- 2016 – Vorrunde
- 2020 – 4. Platz
- 2024 – 3. Platz